# 広沢栄
広沢 栄（廣澤 榮(戸籍上の氏名は旧字体)、ひろさわ えい、1924年6月19日 - 1996年12月27日）は、日本の脚本家・映画助監督・作家。

## 略歴
神奈川県小田原市出身。本名・栄一。1944年、東宝撮影所の助監督となる。復員後、鎌倉アカデミアに通い、東宝争議にかかわる。その後、脚本家に転じる。
代表作『日本の青春』『サンダカン八番娼館 望郷』など。助監督、監督助手も務めた。「榮」「さわさかえ」名義での著作もある。

## 脚本

### 映画
- 1960年『筑豊のこどもたち』 監督：内川清一郎（原作：土門拳）、菊島隆三と共同、日本映画新社＝東宝
- 1962年『娘と私』 監督：堀川弘通（原作：獅子文六）、東京映画
- 1964年『悪の紋章』 監督：堀川弘通、橋本忍と共同、宝塚映画
- 1967年『喜劇 駅前百年』 監督：豊田四郎、八住利雄と共同、東京映画
- 1968年『喜劇 駅前開運』 監督：豊田四郎、東京映画
- 1968年『日本の青春』 監督：小林正樹（原作：遠藤周作）、東京映画
- 1969年『赤毛』 監督：岡本喜八、三船プロ
- 1969年『わが恋わが歌』 監督：中村登（原作：吉野秀雄、山口瞳、吉野壮児）、松竹大船
- 1974年『サンダカン八番娼館 望郷』 監督：熊井啓（原作：山崎朋子）、東宝＝俳優座映画放送
- 1981年『漂流』 監督：森谷司郎（原作：吉村昭）、東京映画
- 1993年『学校』 監督：山田洋次、脚本：山田洋次・朝間義隆、松竹 - 原案シナリオ

### テレビドラマ
- 剣 第9・10・30話（1967年、日本テレビ）
- 五人の野武士 第5話（1968年、日本テレビ）
- 仇討ち 第14話（1969年、TBS）
- 鬼平犯科帳 第38話「敵（かたき）」（1970年、NET）
- 人形佐七捕物帳 第9・10話（1971年、NET）
- 江戸を斬る 梓右近隠密帳（1972年、TBS）※さわさかえ名義
- まごころ 第1・3・5・8・23話（1973年、TBS）
- 非情のライセンス（NET・テレビ朝日）
  - 第2シリーズ 第10・21・32・38・39・51・82話（1974年-1977年）
  - 第3シリーズ第3話（1980年）
- 新宿警察 第12話（1975年、フジテレビ）
- 江戸を斬るII 第12・15話（1976年、TBS）
- 水戸黄門（TBS）
  - 第8部 第3・14・22・26話（1977年・1978年）
  - 第11部 第10・17・21話（1980年・1981年）
  - 第12部 第5・16・18話（1981年）
  - 第13部 第6話（1982年）
- 新幹線公安官（テレビ朝日）
  - 第1シリーズ 第3・4・8話（1977年）
  - 第2シリーズ 第13・20・25話（1978年）
- 昭和怪盗傳（1977年、TBS）
- 大岡越前（TBS）
  - 第5部 第10話（1978年）
  - 第6部 第11・15話（1982年）
  - 第7部 第6・19・20・23話（1983年）
  - 第14部 第11話（1996年）
- 古谷一行の金田一耕助シリーズ 横溝正史シリーズII 八つ墓村（1978年、TBS）
- 雲を翔びこせ（1978年、TBS）
- 魔性の仮面（1979年、テレビ朝日）
- 半七捕物帳 第8・11話（1979年、テレビ朝日）
- 佐武と市捕物控（1981年、フジテレビ）
- 土曜ワイド劇場（テレビ朝日）
  - 息子の心が見えない ガソリンスタンド殺人事件（1982年）
  - 抱かれた男の謎（1983年）
  - 高級コールガールの殺人（1984年）
- 佐武と市捕物控 地獄の白狐（1982年、フジテレビ）
- 薩摩飛脚（1982年、フジテレビ）
- ザ・サスペンス 女の中の悪魔（1982年、TBS）
- 木曜ゴールデンドラマ 火の舞い（1984年、日本テレビ）
- 明治撃剣会（1984年、テレビ朝日）
- 長七郎江戸日記 第1シリーズ第103話（1986年、日本テレビ）

### 漫画原作
- おお ひばり たからかに（作画：川崎のぼる、集英社『りぼん』1965年6月号付録）
- 1970たぎり（作画：南波健二、集英社『週刊少年ジャンプ』1970年19号 - 35号）

## 著書
- 『白鳥の湖』西村保史郎絵 偕成社（少女小説シリーズ）1971
- 『広沢栄・映画シナリオ集』宝文館出版 1985
- 『シナリオ作法 私のなかのシナリオ』ダヴィッド社 1985
- 『私の昭和映画史』1989 岩波新書
- 『日本映画の時代』岩波書店（同時代ライブラリー）1990 のち岩波現代文庫、2002
- 『黒髪と化粧の昭和史』岩波書店（同時代ライブラリー）1993
- 『わが青春の鎌倉アカデミア 戦後教育の一原点』岩波書店（同時代ライブラリー）1996